# Presbyornithidae
Presbyornithidae là một nhóm chim tiền sử đã tuyệt chủng có hình dạng của những con ngỗng hiện đại mà chúng từng phân bố toàn cầu. Chúng đã tiến hóa vào cuối giai đoạn kỷ Creta và đã bị tuyệt chủng trong đầu thế Miocene. Ban đầu, chúng được cho là có sự kết hợp giữa các loài chim nước, loài chim và chim hót và được sử dụng để tranh luận về mối quan hệ tiến hóa giữa các nhóm này, nhưng hiện nay chúng được chấp nhận là loài chim nước có quan hệ mật thiết với vịt, ngỗng hiện đại và những loài chim hét. 

## Đặc điểm
Chúng là những loài chim có hình dáng chung như những con ngỗng, thường là những con chim chân dài và có cái cổ dài, khi đứng cao khoảng 1 mét, với thân hình của một con vịt, chân giống như con mồi nhưng có màng, và một cái mỏ giống như con vịt thích nghi để cho tập tính ăn lọc. Ít nhất một số loài chim đã sống trong các đàn lớn và lồng vào nhau, trong khi những loài khác, giống như các loài Wilaru, ở trên đất liền và là động vật sống đơn độc.
Chúng là loài chim nước có đôi chân dài cho phép sống theo lối sống tương tự như loài "chim hồng hạc nguyên thủy" (ví dụ như Palaelodus) những loài này không phải là tổ tiên của chim hồng hạc hiện đại mà là một nhóm tiến hoá song song với chúng và trên thực tế dường như đã chiếm một phần trong hốc sinh thái trước khi nó biến mất. Do đó, mặc dù có khả năng bơi lội, chúng vẫn thích sống và ăn cạn các vùng nước nông trong môi trường sống của chúng và ăn côn trùng và giáp xác nhỏ trên đất khô, giống như một số loài vịt hiện đại, ví dụ như vịt Laysan.

## Tiến hóa
Ý nghĩa của sự khác biệt này và các loài Neornithes khác tương tự về sinh thái từ cuối kỷ Phấn Trắng và Palaeogene ban đầu là môi trường sống ở bờ biển cung cấp hầu hết nguồn tài nguyên cho tổ tiên của loài chim hiện đại. Các lý do dường như là các hốc mác trên cây là nơi bức xạ chính của Enantiornithes đã diễn ra một thời gian trước đó, và sau đó vì sự tuyệt chủng hàng loạt thời kỳ Cretaceous-Paleogen đã ảnh hưởng đến cả môi trường sống dưới nước và trên cạn.
Ở môi trường biển, những thay đổi khí hậu liên quan đến nguyên nhân tuyệt chủng hàng loạt gây ra việc chết hàng loạt của thực vật phù du đại dương và do đó mạng lưới thức ăn của chúng bị phá hủy từ dưới lên. Trong môi trường sống trên mặt đất, mặt khác, các loài chủ chốt (keystone), gần như tất cả các trường hợp khủng long, đã biến mất, dẫn đến các mạng lưới dinh dưỡng trên đất khô ráo cũng thay đổi từ bên trong đất liền đang ngày một diễn ra.
Rõ ràng là ít nhất những dòng họ tiến hóa chính của các họ chim hiện đại đã tồn tại vào cuối kỷ Phấn Trắng, mặc dù chúng có phần nhỏ so với các nhóm chim ưu thế, trước đây như Enantiornithes và Confuciusornithidae. Điều này chứng tỏ rằng trong quá trình tiến hoá việc sở hữu các đặc tính có nguồn gốc hoặc "hiện đại" thực sự có thể là một bất lợi khi một loài cần phải cạnh tranh với các dòng dõi "nguyên thủy" tốt hơn, đặc biệt vì phải hiểu rằng "nguyên thủy" đến hậu thế từ một dòng truyền thừa được thành lập cách đây lâu hơn, không phải là những loài này có tính tổng quát hơn hoặc ít thích nghi hơn các dạng "hiện đại".
Trên thực tế, ngày nay loài Neornithes là không (có lẽ là rất ít) ở thời kỳ Creta đã được tin là bởi vì các nhân tố "Enantiornithes" nguyên thủy đã có nhiều thời gian hơn để phát triển thích ứng với lối sống trên cây và thực sự có thể để vượt ra ngoài các hình thức sống trên cây trên cây "hiện đại", chỉ để lại một ít khả năng cho loài Neornithes sớm phát triển lối sống trên cọ. Ở bất kỳ tỷ lệ nào và mối quan hệ tiến hóa của chúng, tuy nhiên, hầu hết các loài chim vẫn sống sót trong sự tuyệt chủng hàng loạt dường như đã sống trong những môi trường nơi chúng có thể sử dụng cả nguồn tài nguyên thực vật trên mặt đất cũng như biển hoặc nguồn thức ăn ngày càng hạn hẹp (tổ tiên của Galliformes có lẽ là một ngoại lệ đáng chú ý).
Cho đến khi các mạng lưới dinh dưỡng đã đa dạng hóa và trở nên phức tạp hơn một lần nữa, các hình thức tổng quát như vậy có lợi thế cạnh tranh. Tuy nhiên, khi chuyên biệt hoá trở thành một chiến lược tiến hóa khả thi, chúng lại vượt trội so với các phân loại (taxon) tiên tiến hơn. Lưu ý rằng ở đây, "tổng quát" không ngụ ý rằng những con chim này có khả năng cạnh tranh kém hơn trong toàn bộ hốc sinh thái của chúng, chỉ khi nào một số hình thức phát triển về chuyên biệt để sống trong một phần của hốc sinh thái này, thì đây là một bất lợi cạnh tranh trong phần cụ thể đó của nó thích hợp.
Do thời gian tiến triển và do đó các cơ hội để chuyên môn tích lũy, có thể xảy ra rằng các hình thức thường thấy là hoặc buộc phải chuyên biệt hóa để duy trì lợi thế cạnh tranh, hoặc biến mất. Presbyornithids giống nhau ở nhiều khía cạnh đối với những tiếng kêu la hét ỏm tỏi như những hậu duệ của chúng ngày nay, mặc dù những con chim la hét thích nghi cao với lối sống trên cạn so với những loài gây bệnh khác và bệnh tràn khí màng phổi. Presbyornithids có thể là họ hàng gần gũi với chon chim hét, thay vào đó, các đặc trưng được chia sẻ của chúng có thể là nguyên thủy cho các loài bộ ngỗng vịt (Anseriformes).